# Ivan Marković (calciatore 1991)
Ivan Marković (in serbo Иван Марковић?; Belgrado, 23 dicembre 1991) è un calciatore serbo, attaccante del Radnički Valjevo.

## Carriera
Ha giocato nella massima serie dei campionati serbo e montenegrino.

## Palmarès

### Club

#### Competizioni nazionali
- Coppa del Montenegro: 1

Rudar Pljevlja: 2015-2016